# سیستم طبقه‌بندی یادگیری

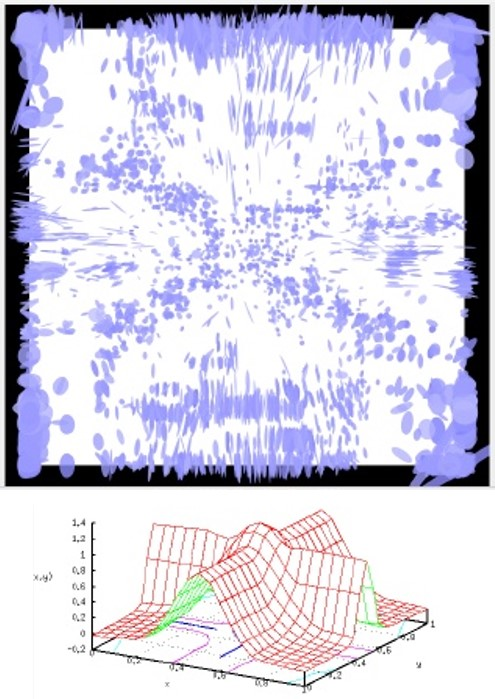
تصور دوبعدی قوانین LCS، تقریب زدن یک تابع سه بعدی را آموزش می‌دهد. هر بیضی آبی نشان دهنده یک قانون جداگانه است که بخشی از فضای راه حل را پوشش می‌دهد. (برگرفته از تصاویر گرفته شده از XCSF با اجازه مارتین بوتز)

سیستم‌های طبقه‌بندی یادگیری، یا LCS، الگویی از روش‌های یادگیری ماشین مبتنی بر قانون هستند که یک مولفه اکتشاف (برای مثال یک الگوریتم ژنتیک) را با یک مولفه یادگیری (انجام یادگیری نظارت شده، یادگیری تقویتی یا یادگیری نظارت نشده) ترکیب می‌کنند. سیستم‌های طبقه بندی یادگیری به دنبال شناسایی مجموعه ای از قوانین وابسته به متن هستند که در مجموع، اطلاعات را به صورت تکه ای ذخیره می‌کنند و به کار می‌برند تا محاسبات را انجام دهند (مانند مدل‌سازی رفتار، طبقه‌بندی، داده کاوی،رگرسیون، تقریب تابع، یا استراتژی بازی). این روش اجازه می‌دهد تا فضاهای راه حل پیچیده به بخش‌های کوچکتر و ساده‌تر تقسیم شوند.
مفاهیم بنیادیِ پشت سیستم‌های طبقه‌بندی یادگیری، ناشی از تلاش‌هایی برای مدل‌سازی سیستم‌های تطبیقی پیچیده، با استفاده از عناصر مبتنی بر قانون برای تشکیل یک سیستم شناختی مصنوعی (یعنی هوش مصنوعی) است.

## روش‌شناسی
معماری و اجزای یک سیستم طبقه بندی یادگیری معین، می‌تواند کاملاً تغییرپذیر باشد. کاربردی است که LCS را به عنوان یک ماشین، شامل چندین اجزای در حال تعامل در نظر بگیریم. ممکن است اجزاء اضافه یا حذف بشوند، یا اجزای موجود اصلاح یا تعویض شوند تا نیازهای دامنه یک مسئله مشخص را پوشش بدهند (مثل بلوک‌های ساختمان الگوریتمی) یا برای اینکه الگوریتم را به اندازه کافی انعطاف‌پذیر کنند تا در بسیاری از دامنه‌های مختلف مسئله کار کند. در نتیجه، الگوی LCS می‌تواند به شکل انعطاف‌پذیری در بسیاری از دامنه‌های مسئله، که خواستار یادگیری ماشین هستند، به کار برده شود. تقسیمات عمده بین پیاده‌سازی‌های LCS به شرح زیر است: (۱) معماری به سبک میشیگان در مقابل معماری به سبک پیتسبورگ، (2) یادگیری تقویتی در مقابل یادگیری تحت نظارت، (۳) یادگیری افزایشی در مقابل یادگیری دسته ای، (۴) یادگیری آنلاین در مقابل یادگیری آفلاین، (۵) آماده‌سازی مبتنی بر قدرت در مقابل
آماده‌سازی مبتنی بر دقت و (۶) نقشه عملیات کامل در مقابل بهترین نقشه عملیات. این تقسیم‌بندی‌ها لزوماً متقابل نیستند. به عنوان مثال، XCS, شناخته شده‌ترین و بهترین الگوریتم LCS مورد مطالعه، که به سبک میشیگان است. برای یادگیری تقویتی طراحی شده بود، اما می‌تواند یادگیری تحت نظارت را نیز انجام دهد، یادگیری افزایشی را که می‌تواند آنلاین یا آفلاین باشد اعمال کند، آماده‌سازی مبتنی بر دقت را اعمال کند و به دنبال ایجاد یک نقشه عملیات کامل باشد.

### عناصر یک الگوریتم کلی LCS

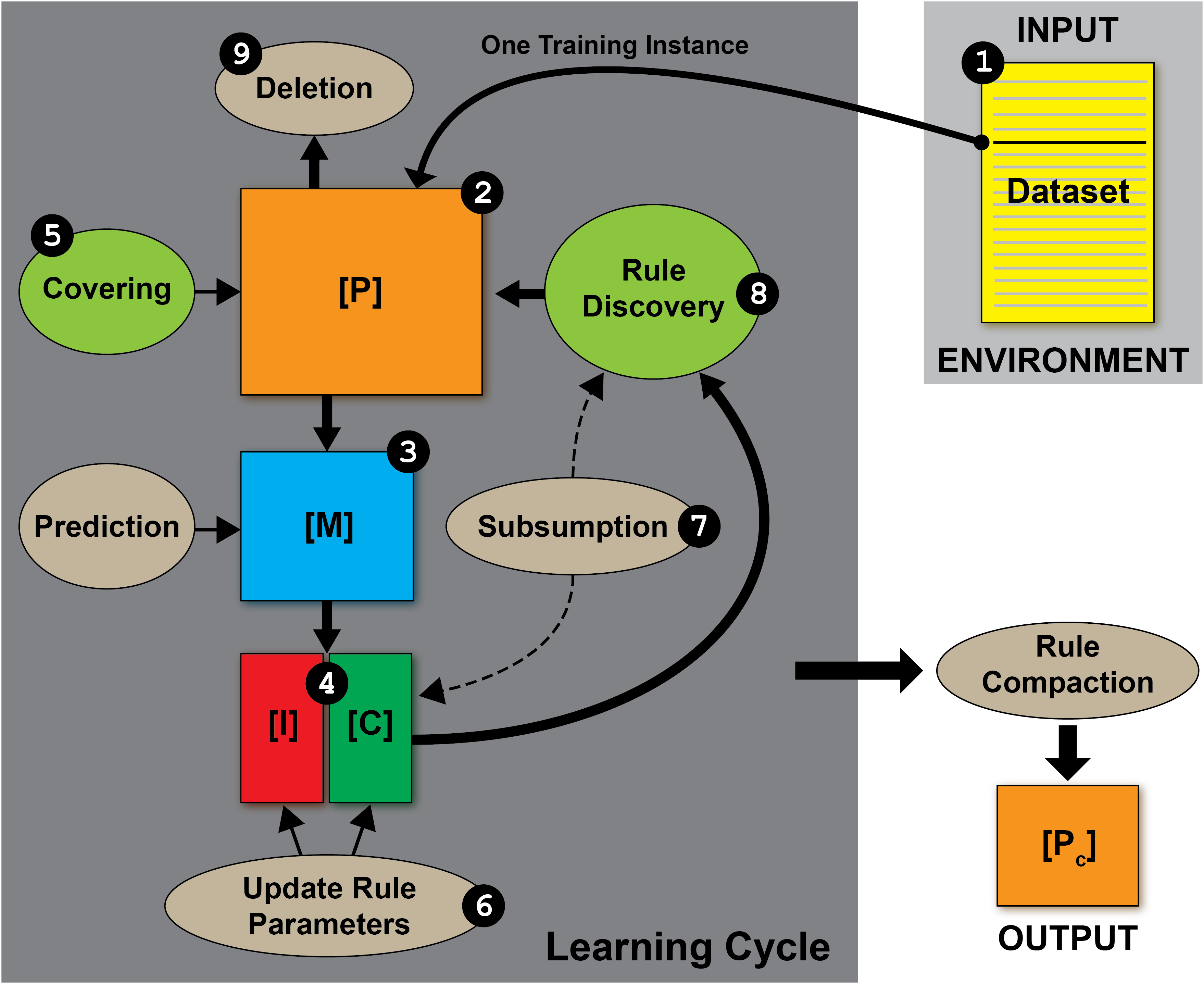
یک شماتیک گام به گام، که چرخه کلی سیستم طبقه بندی یادگیری به سبک میشیگان را نشان می‌دهد که یادگیری نظارت شده را انجام می‌دهد.

بخاطر داشته باشید که LCS بیشتر از اینکه یک روش خاص باشد، الگویی برای یادگیری ماشین مبتنی بر ژنتیک است. موارد زیر عناصر کلیدی یک الگوریتم LCS کلی و مدرن (یعنی پس از XCS) را شرح می‌دهد. برای سادگی، اجازه دهید روی معماری به سبک میشیگان با یادگیری نظارت شده تمرکز کنیم. تصاویر سمت راست را ببینید که مراحل پی در پی مربوط به این نوع LCS کلی را نشان می‌دهد.

#### محیط
محیط، منبع داده‌هایی است که LCS با آن یادمی‌گیرد. این می‌تواند یک مجموعه داده آموزشی محدود و آفلاین (مشخصه یک مسئله داده کاوی، طبقه‌بندی، یا رگرسیون) یا یک جریان متوالی آنلاین از نمونه‌های آموزش زنده باشد. فرض شده‌است که هر نمونه آموزشی شامل تعدادی ویژگی (که به عنوان ویژگی ها یا متغیرهای مستقل نیز گفته می‌شود) و یک نقطه نهایی مورد توجه (که به عنوان کلاس، اقدام، فنوتیپ، محاسبات یا متغیر وابسته نیز گفته می‌شود) است. قسمتی از یادگیری LCS می‌تواند شامل انتخاب ویژگی باشد، پس احتیاجی نیست همهٔ ویژگی‌های داده‌های آموزشی، آموزنده باشند. مجموعه مقادیر ویژگی یک نمونه، عموماً به عنوان حالت شناخته می‌شود. برای سادگی، یک دامنه مسئله فرضی را با ویژگی‌های بولیین / باینری و یک کلاس بولیین / باینری فرض کنیم. برای سیستم‌های سبک میشیگان، یک نمونه از محیط در هر چرخه یادگیری (یعنی یادگیری افزایشی) آموزش داده می‌شود. سیستم‌های به سبک پیتسبورگ در جایی که مجموعه‌های قوانین در هر تکرار بر روی بیشتر یا همهٔ داده‌های آموزشی سنجیده می‌شوند، یادگیری دسته‌ای انجام می‌دهند.

#### قاعده / طبقه بندی / جمعیت
یک قانون، یک رابطه وابسته به متن بین مقادیر حالت و برخی محاسبات است. قوانین معمولاً به شکل یک عبارت {اگر:آنگاه} هستند (مثلاً { اگر 'شرط' آنگاه 'اقدام کن'}، یا به عنوان مثال خاص تر، {اگر 'قرمز ' و 'هشت ضلعی' آنگاه 'علامت توقف'}). یک مفهوم مهم در LCS و یادگیری ماشین مبتنی بر قانون به‌طور یکسان، این است که یک قانون اختصاصی به خودی خود یک مدل نیست، زیرا این قانون تنها زمانی قابل اجرا است که شرایط آن برآورده شود. یک قانون را به عنوان یک «مدل محلی» از فضای راه حل در نظر بگیرید.